# Vickers Type 143
El Vickers Type 143 o Bolivian Scout fue un biplano de caza monoplaza británico diseñado y construido por Vickers entre 1929 y 1930. Se construyeron seis ejemplares para Bolivia en 1930, cuyos supervivientes fueron utilizados en la Guerra del Chaco contra Paraguay.

## Diseño y desarrollo

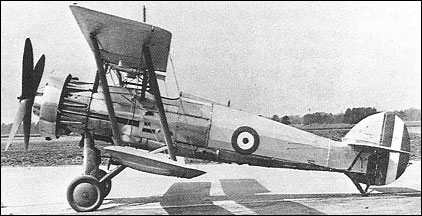
Vickers Type 177.

A principios de 1929, Bolivia, que estaba involucrada en disputas fronterizas con Paraguay por la región del Gran Chaco y tratando de fortalecer su fuerza aérea, realizó un pedido a Vickers de seis aviones de caza, el Vickers Type 143. El Type 143, o Bolivian Scout (Explorador Boliviano), fue un desarrollo del anterior caza Vickers Type 141, siendo reemplazado su motor Rolls-Royce Kestrel por un Bristol Jupiter VIA, que ya propulsaba otros aviones utilizados por la Fuerza Aérea Boliviana, y utilizando un tren de aterrizaje más robusto para hacer frente a las superficies ásperas de los aeródromos de Bolivia. Era un avión biplano monoplaza, totalmente metálico, con alas de un solo vano.
El Type 143 voló por primera vez el 11 de junio de 1929 y cumplió con éxito todos los criterios de rendimiento. Uno de los seis aviones fue evaluado por el Establecimiento Experimental de Aeroplanos y Armamento (A & AEE) en Martlesham Heath, antes de su entrega a Bolivia.
Un séptimo avión, el Vickers Type 177, fue construido como iniciativa privada para cubrir los requisitos de la Especificación N.21/26 del Ministerio del Aire para un caza naval, estando equipado con un motor Jupiter XF y frenos de ruedas orientables para facilitar las maniobras en cubierta. El Type 177 voló por primera vez el 26 de noviembre de 1929, y, aunque se demostró que tenía una velocidad máxima de 310 km/h, el Hawker Nimrod, que no fue diseñado según esta especificación, fue elegido en cambio para cubrir el requisito de la Fleet Air Arm por un caza.

## Historia operacional
La entrega de los seis Type 143 a Bolivia comenzó en enero de 1930. Si bien el modelo resultó popular en el servicio boliviano, tres de los seis aparatos habían sido dados de baja cuando las disputas fronterizas entre Bolivia y Paraguay se intensificaron hasta convertirse en la Guerra del Chaco. Los tres Type 143 restantes continuaron en servicio en la Guerra del Chaco hasta que fueron reemplazados por Curtiss Hawk, dañando al menos un Wibault 73 paraguayo en combate aire-aire.

## Variantes
Vickers Type 143
Seis aviones para Bolivia, propulsados por un motor Bristol Jupiter VIA de 340 kW (450 hp).
Vickers Type 177
Un prototipo de caza naval, evaluado por el Fleet Air Arm, propulsado por un motor Bristol Jupiter XFS de 400 kW (540 hp). Sin producción.

## Operadores
Bolivia
- Fuerza Aérea Boliviana: recibió seis aeronaves.

 Reino Unido
- Fleet Air Arm: probó un prototipo.

## Especificaciones (Type 143)
Referencia datos: The Complete Book of Fighters

### Características generales
- Tripulación: Dos (pilotos)
- Longitud: 8,5 m (27,9 ft)
- Envergadura: 10,4 m (34 ft)
- Altura: 3,4 m (11,3 ft)
- Superficie alar: 31,2 m² (335,8 ft²)
- Peso vacío: 1019 kg (2245,9 lb)
- Peso cargado: 1415 kg (3118,7 lb)
- Planta motriz: 1× motor radial de 9 cilindros refrigerado por aire Bristol Jupiter VIA.
  - Potencia: 340 kW (469 HP; 462 CV)
- Hélices: Bipala de madera de paso fijo

### Rendimiento
- Velocidad máxima operativa (Vno): 240 km/h (149 MPH; 130 kt) a 3500 m (11 500 pies)
- Techo de vuelo: 6100 m (20 013 ft)
- Tiempo a altitud: 10 min para 4000 m (13 100 pies)

### Armamento
- Ametralladoras: 

  - 2x Vickers fija frontal

## Aeronaves relacionadas

### Desarrollos relacionados
- Vickers Type 141

### Secuencias de designación
- Secuencia Numérica (interna de Vickers): ← 139 - 141 - 142 - 143 - 145 - 146 - 147 -- 171 - 172 - 173 - 177 - 192 - 193 - 194 →